# Roberto Campominosi
Roberto Campominosi (ur. 5 kwietnia 1952 roku w Borgosesia) – włoski kierowca wyścigowy.

## Kariera
Campominosi rozpoczął międzynarodową karierę w wyścigach samochodowych w 1976 roku od startów w Formule Italia, gdzie trzykrotnie zwyciężał. Zdobył tam tytuł mistrzowski. W późniejszych latach pojawiał się także w stawce Europejskiej Formuły 3, Włoskiej Formuły 3, Francuskiej Formuły 3, Grand Prix Monako oraz Europejskiej Formuły 2.
W Europejskiej Formule 2 Włoch wystartował podczas wyścigu na torze Autodromo di Pergusa w sezonie 1982 z włoską ekipą Merzario. Jednak nigdy nie zdobył punktów. Został sklasyfikowany na 28 miejscu w końcowej klasyfikacji kierowców.